# Stara latarnia
Stara latarnia (duń. Den gamle Gadeløgte, współ. duń. Den gamle gadelygte) – baśń literacka autorstwa Hansa Christiana Andersena, wydana po raz pierwszy w kwietniu 1847 roku.

## Publikacja
Baśń literacka pt. Stara latarnia, napisana przez Hansa Christiana Andersena, została po raz pierwszy opublikowana w Kopenhadze przez wydawcę C. A. Reitzela w antologii Nowe Baśnie. Tom Drugi. Kolekcja Pierwsza. 1847 (duń.  Nye Eventyr. Andet Bind. Første Samling. 1847). W tym samym roku ukazało się angielskie tłumaczenie w wyborze Pozdrowienia świąteczne dla moich angielskich przyjaciół (ang. A Christmas Greeting to my English Friends). Po duńsku baśń wznawiano w latach 1849 oraz 1863, jeszcze za życia autora. Andersen zmarł w 1875 roku.
Fabuła osnuta jest na losach kopenhaskiej ulicznej latarni, tzn. jej górnej części, wykonanej z miedzi, w której znajdował się zbiornik na tran i knot. Przed deszczem chroniło latarnię płaskie nakrycie. Latarnie nie były zapalane przy pełni księżyca. Latarniami opiekowali się w czasach Andersena strażnicy miejscy. Część akcji rozgrywa się w domu jednego z nich.

## Przekłady na język polski
Baśń o Starej latarni była tłumaczona na język polski:
- 1905 – Stara latarnia: anonimowe tłumaczenie, wydane we Lwowie
- 1905 – Stara latarnia uliczna: Wanda Młodnicka (tłum.): Wybór bajek Andersena. Lwów. Brak numerów stron w książce
- 1931 – Stara latarnia uliczna: Stefania Beylin (tłum.): Baśnie. Warszawa. Brak numerów stron w książce (w wydaniu z 1956 Stara latarnia)
- 2006 – Stara latarnia: Bogusława Sochańska (tłum.): Baśnie i opowieści. Tom I 1830–1850. Poznań. s. 383–389. ISBN 978-83-7278-194-9. (z oryginału duńskiego)

## Fabuła
Stara latarnia uliczna służy przechodniom przez wiele lat i jest z tego dumna. Pewnego dnia dowiaduje się, że jest już przestarzała i ma zostać zdjęta ze słupa. Czuje smutek i lęk przed przyszłością, nie wiedząc, co ją czeka. Boi się decyzji trzydziestu sześciu radców miejskich, którzy mają ocenić jej przydatność. Obawia się, że trafi do fabryki i zostanie przetopiona. Jest jej przykro, że grozi jej rozłąka z nocnym stróżem i jego żoną, których traktuje jak rodzinę. Wspomina wspólne lata służby z nimi. Ostatniej nocy latarnia wspomina wydarzenia, które widziała podczas swojej pracy. Przypomina sobie zakochanego mężczyznę z listem i pogrzeb bogatej kobiety. 
Pojawiają się kandydaci do jej miejsca: głowa śledzia, kawałek drewna i świetlik. Latarnia tłumaczy, że żaden z nich nie nadaje się na uliczne źródło światła. Wiatr przylatuje i czyści jej głowę z pajęczyn, dając jej dar doskonałej pamięci i słuchu. Księżyc odmawia pomocy. Chmura przysyła kroplę wody, przez co latarnia może zardzewieć, co uznaje za kiepski prezent. Spada gwiazda, która daje jej najcenniejszy dar: zdolność przekazywania wspomnień i wyobrażeń. Wiatr przypomina jednak, że bez woskowej świecy nikt nie zobaczy tych obrazów.
Następnego dnia latarnia trafia do domu starego stróża. Starsza para umieszcza ją w ciepłej piwnicy, gdzie żyją skromnie, ale z miłością. Lampa czuje się bezczynna, mimo że nosi w sobie wielki dar gwiazd. Pragnie, by dano jej woskową świeczkę, aby móc pokazać swe wspomnienia. Widzi, że opiekunowie są zbyt biedni i używają tylko świec z łoju i ogarków. Z czasem staje się ozdobą w ich domu. W dniu urodzin stróża zostaje zapalona oliwą, jej dar pozostaje jednak nieużyty. Lampa śni, że zostaje przetopiona na piękny świecznik dla poety, ale póki opiekunowie żyją, pragnie być z nimi.

## Galeria

Ilustracje baśni Stara latarnia
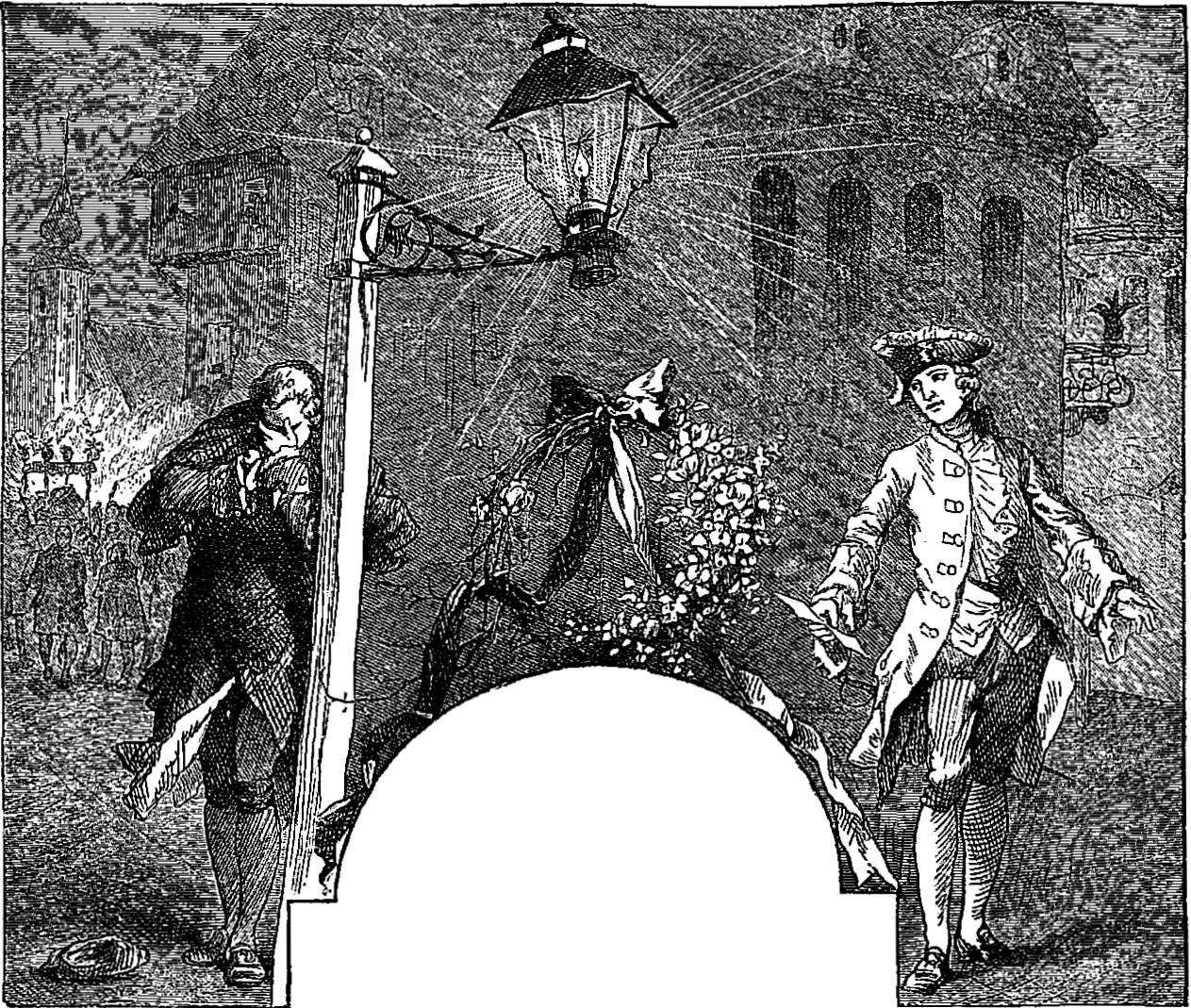
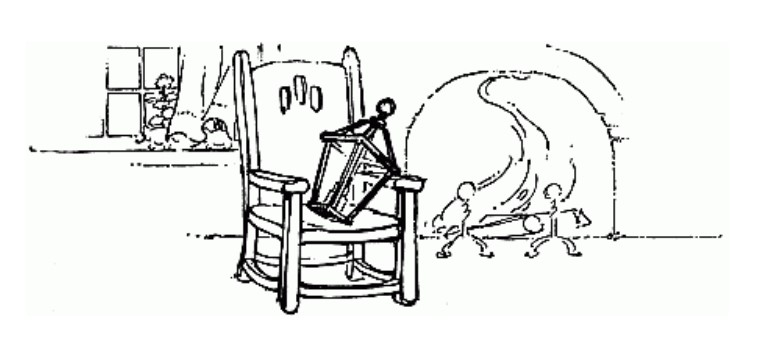

## Adaptacje
- 2005 – Pan Andersen opowiada, duńsko-brytyjsko-niemiecki serial animowany (odcinek 18 – Den gamle gadelygte)[4].